# Lovedrive
Lovedrive es el sexto álbum de estudio de la banda alemana de hard rock y heavy metal Scorpions, publicado en 1979 por los sellos Harvest/EMI para Europa y por Mercury Records para los Estados Unidos. Luego de la publicación de Tokyo Tapes (1978), la banda decidió no renovar su contrato con RCA Records, porque estaba disgustada por el poco apoyo que les brindaba. Por esa razón, firmaron con Breeze Music, empresa creada por su productor Dieter Dierks, la que se encargó de encontrarles nuevos acuerdos discográficos. Aunque cuatro sellos «batallaron» por firmar con la banda en Europa, la situación en los Estados Unidos fue más difícil, puesto que ninguna compañía estaba interesada en poner a un artista alemán en ese mercado, además de que no existían antecedentes de que una agrupación de rock de ese país, cantando en inglés, tuviese éxito. Al final, gracias a la intervención de Breeze Music, Scorpions firmó con la discográfica Mercury.
La grabación del álbum se llevó a cabo entre septiembre y diciembre de 1978 en los estudios Dierks en Colonia (Alemania). Durante las sesiones, Michael Schenker tocó la guitarra líder en cuatro de las canciones, mientras que Matthias Jabs la interpretó en las demás. Aunque fue acreditado como músico invitado en la contraportada original, la real contribución del menor de los Schenker ha sido una constante disputa, ya que él asegura que intervino también en la composición y no recibió créditos por ello. Cabe señalar que antes de que llegara, la banda ya tenía realizada la base rítmica de todas las canciones.
Una vez que salió a la venta, recibió reseñas favorables por parte de la prensa especializada; algunos medios destacaron la producción, las canciones y el cambio sonoro en contraste con los álbumes registrados con el guitarrista Uli Jon Roth. Asimismo, con el paso de los años, ha sido nombrado como uno de los mejores álbumes alemanes y ha figurado en las listas de los mejores discos del hard rock y heavy metal de la historia. Por su parte, también significó un gran avance comercial para la banda, ya que ingresó en las listas de varios países, entre ellas, debutó en la UK Albums Chart del Reino Unido. Sus ventas han sido progresivas con el tiempo, por lo que ha recibido certificaciones discográficas en Alemania, Francia y en los Estados Unidos. Para mediados de 1979, Scorpions ya era considerada como la agrupación alemana de rock más vendida en el mundo.
Para promocionar el material, se publicaron tres sencillos a nivel mundial: «Is There Anybody There?», «Lovedrive» y «Another Piece of Meat». En general, tuvieron una escasa atención en los recuentos musicales, sin embargo, los dos primeros lograron entrar en la lista británica UK Singles Chart. Como sencillos exclusivos, Mercury lanzó en los Estados Unidos «Holiday», mientras que Harvest hizo lo mismo con «Always Somewhere», pero en Filipinas. Por su parte, su gira promocional comenzó en febrero de 1979 y les permitió tocar por primera vez en Austria y en los Estados Unidos. En la primera sección por Europa, los acompañó Michael Schenker, pero en dos ocasiones Matthias Jabs tuvo que socorrerlos porque Schenker desaparecía y no se presentaba en los conciertos. Luego de otra escapada previo a un espectáculo en Lyon (Francia), Rudolf Schenker decidió despedir a su hermano y contratar a Jabs. Por otro lado, en 2015, como parte de la celebración del 50.º aniversario de la banda, se remasterizó con dos pistas adicionales y se incluyó un DVD con una presentación grabada en Japón en 1979.

## Antecedentes
A principios de 1977, el guitarrista Uli Jon Roth había decidido renunciar a Scorpions para iniciar una carrera solista, pero continuó un año más debido a la posibilidad de tocar por primera vez en los Estados Unidos. En abril de 1978, en el marco de la gira promocional del álbum Taken by Force (1977), la banda se presentó en Japón, con tres conciertos en Tokio, uno en Nagoya y otro en Osaka. Debido al éxito que tenían en ese país, se decidió que en algunas de esas presentaciones grabarían material en directo para un futuro álbum en vivo, sin embargo, la idea peligró porque Roth no quería viajar a Japón. Al final, el vocalista Klaus Meine lo convenció de participar en el disco para, en cierto modo, celebrar el «fin de una era». Puesto al mercado el 15 de agosto de 1978, Tokyo Tapes se registró en dos de los tres espectáculos dados en el recinto Nakano Sun Plaza de Tokio. En los meses posteriores, el disco ingresó en las listas musicales de Japón, Alemania, Francia y Suecia. Por su parte, entre diciembre de 1978 y enero de 1979 logró entrar en los recuentos Bubbling Under Hot 100 LPs, Cashbox Top 200 Albums y Albums Charts de las revistas estadounidenses Billboard, Cashbox y Record World en las posiciones 207, 133 y 172 respectivamente.
Después de los conciertos por Japón, Roth finalmente se retiró de la banda, ya que según él: «...realmente quería hacer mi álbum ahora». Para ello, formó el power trio Electric Sun y en 1979 debutó con Earthquake. Su salida obligó a Scorpions a buscar un nuevo guitarrista, así que pusieron un anuncio en la revista Melody Maker, que convocó a 140 aspirantes a unas audiciones realizadas en Londres, pero al final la banda no se convenció por ninguno de ellos. De acuerdo con el bajista Francis Buchholz, el resto del grupo quería algún músico de los Estados Unidos o de Inglaterra, pero él les sugirió al alemán Matthias Jabs, a quien le había enseñado matemáticas en la escuela. Aunque el baterista Herman Rarebell encontraba a Jabs «demasiado joven e inexperto», Rudolf Schenker presidió su audición en Hannover. Según Jabs, solo después de terminarla se enteró de que la banda pasó tres días en Londres probando a otros músicos, pero afirmó que fue mejor no saberlo, porque si no, hubiera estado muy nervioso. Matthias Jabs se unió a Scorpions en junio de 1978, aunque el primer concierto con ellos tuvo lugar el 26 de agosto del mismo año en el Summertime Open Air Festival de Ulm (Alemania Occidental), ante más de 55 000 personas.
Para entonces, la relación de Scorpions y RCA Records estaba en un punto de no retorno, ya que la banda estaba disgustada por el poco apoyo que les brindaba. El desinterés de RCA para ponerlos en el mercado estadounidense y la poca promoción que tuvo Tokyo Tapes, fueron los factores principales para que Scorpions no renovara su contrato con la compañía. Inclusive, el baterista Herman Rarebell contó que recibían decenas de cartas de sus fanáticos británicos preocupados de que Tokyo Tapes no estaba disponible en las tiendas del Reino Unido. Por ese motivo, firmaron un acuerdo con Breeze Music —empresa creada por su productor Dieter Dierks y el abogado Marvin Katz— quien, con el fin de potenciarlos en los mercados internacionales, los firmó con Mercury para los Estados Unidos y Harvest/EMI para Europa, mientras que renovaron con RCA, pero solo para Japón y Australia. Junto con ello, les consiguió un contrato con la agencia Leber & Krebs para poder presentarse en vivo en los Estados Unidos.
Alcanzar un acuerdo con alguna compañía estadounidense les resultó difícil, por el poco interés de parte de las discográficas para posicionar a un artista alemán en el mercado local y porque tampoco existían antecedentes de que una banda de rock de ese país, cantando en inglés, tuviese éxito en los Estados Unidos. Dierks se contactó con la agencia Leber & Krebs, de Steve Leber y David Krebs, porque según Rarebell: «Queríamos una empresa de gestión que conociera la situación americana del heavy rock, y pensamos que Leber Krebs era la mejor». Uno de los contactos que Dierks tenía en los Estados Unidos era Cliff Burnstein, quien además de ser agente de Leber & Krebs, formaba parte de la división artists and repertoire de PolyGram, empresa matriz de Mercury Records. Por intermedio de Burnstein, conocieron a Peter Mensch, el otro encargado de las contrataciones. Después de considerar el éxito que la banda poseía en Japón, ambos viajaron a Hamburgo para presenciar uno de los conciertos en vivo de Scorpions. Luego de que quedaron sorprendidos por la actuación, Burnstein les ofreció un contrato con el sello Mercury y Mensch con Leber & Krebs. El acuerdo de la agencia con la banda convirtió a David Krebs en su nuevo mánager, cuya relación de trabajo duró hasta mediados de 1988. De acuerdo con Wolfgang Spahr de la revista Billboard, los expertos de la industria señalaron que solo después del advenimiento de Scorpions y luego de Accept, los artistas del metal alemán «fueron debidamente aceptados en el extranjero».

## Grabación

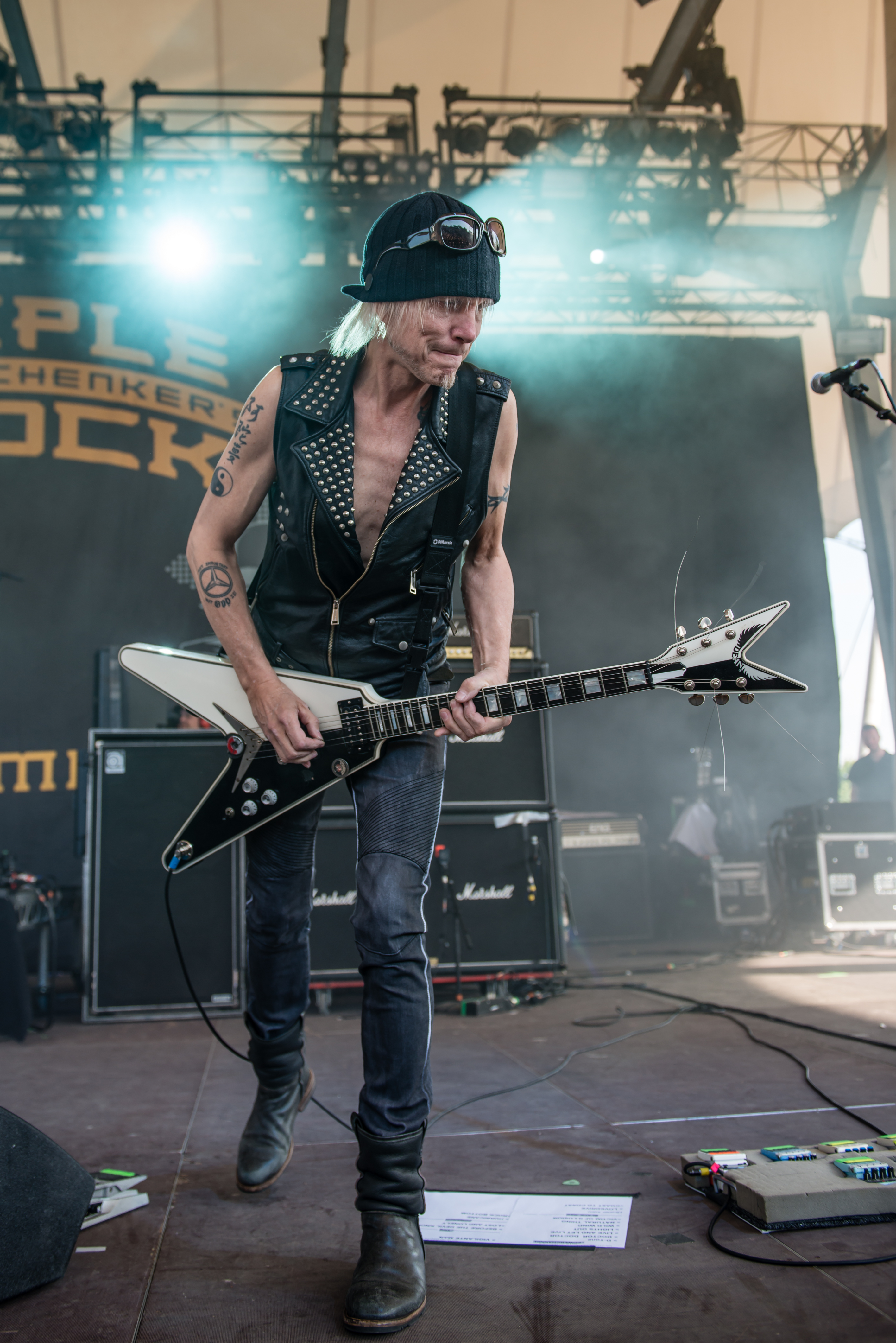
El guitarrista Michael Schenker colaboró en algunas canciones del álbum

La grabación del álbum se llevó a cabo en los Dierks Studios de Colonia (Alemania) entre septiembre y diciembre de 1978, cuyas sesiones comenzaban en la mañana y terminaban a la medianoche. Bajo la producción de Dieter Dierks, la realizaron de manera análoga, así que tenían que ser cuidadosos de no equivocarse al momento de tocar el instrumento, si no, tenían que detener la grabación, cortar la cinta y registrar todo de nuevo. Como Dierks era conocido por ser trabajólico y perfeccionista, Rarebell comentó que fue estricto con él, ya que lo obligó hacer un click track —una especie de metrónomo grabado en cinta— un método que, para entonces, pocos utilizaban. Esto le quitaba libertad al baterista, ya que tenía que seguir el patrón rítmico pregrabado, pero facilitaba el posterior trabajo con los overdubbings. Con el objetivo de entrar en los Estados Unidos, en esta oportunidad, orientaron el sonido del disco a ese mercado. Rarebell sugiere que optaron por «sonar como una banda», en vez de que los instrumentos giraran en torno a la guitarra solista como ocurría con los discos registrados con Uli Jon Roth.
Cuando ya tenían algunas canciones grabadas, el guitarrista líder y hermano menor de Rudolf, Michael Schenker, llegó a Alemania luego de renunciar a UFO. De acuerdo con el mayor de los Schenker, Lovedrive terminó siendo un «álbum de tres guitarristas», ya que no solo participó él y el recién incorporado Jabs, sino que también lo hizo Michael: Él señaló: «[Michael] estaba de luna de miel y me llamó para decirme que había vuelto a Alemania. Michael preguntó en qué estábamos y le dije que haciendo un nuevo álbum, se ofreció a venir y a tocar en él. Eso hizo una gran diferencia en todo el sonido». Jabs comentó que la situación detrás de la grabación fue un «poco extraña», debido a la intervención de Michael, con quien se llevó bien y lo ayudó con algunas cosas relacionadas con la guitarra. Según Meine, la llegada del guitarrista la sintieron como «una feliz reunión familiar por un momento, pero al final no lo fue». Existió una creatividad increíble por parte de Michael, pero sus salidas y entradas dificultaba la grabación, así que el vocalista detalló que «las sesiones fueron intensas y tuvimos que sobrevivir a todos estos problemas de las guitarras». En 1982, Rudolf señaló que el gran problema con Michael fue «su gran ego», dado que no quería trabajar como un equipo, sino hacerlo a su manera. En la contraportada de la edición alemana original del disco, Michael tuvo créditos como guitarrista líder en «Another Piece of Meat», «Lovedrive» y en la instrumental «Coast to Coast». No obstante, Jeff Giles de Ultimate Classic Rock, indicó que también interpretó el solo de guitarra de «Loving You Sunday Morning».
La real intervención de Michael Schenker ha sido una constante disputa. En 2018, él afirmó que gran parte de la información sobre la grabación del disco era falsa. En primer lugar, no solo fue un músico invitado, sino que tenía un contrato como el sexto miembro de la banda y no le dieron los créditos por haber escrito la introducción de «Holiday» y todas las melodías de «Coast to Coast». También dijo que el documental que relata la historia del álbum —incluido en la edición 50th Anniversary de Lovedrive de 2015— era completamente falso. Adicionalmente, criticó la carrera de su hermano a quien consideró de «aspirante desesperado» afirmando que: «Él ya me estafó y se atribuyó a sí mismo una canción que yo escribí», en alusión a «Coast to Coast». En 2021, en una entrevista al sitio australiano Sentinel Daily, Rarebell contó detalles sobre la grabación y composición del álbum. De cierta manera, apoyó la versión de Michael afirmando que las canciones «Holiday» y «Coast to Coast» eran de su autoría, pero consideraba que él no pensaba quedarse en la banda porque siempre tuvo en su mente crear su propia agrupación. Sobre la grabación, el baterista relató que la base rítmica —bajo, guitarra rítmica y batería— ya la tenían escrita para cuando entró Michael, que por cierto: «¡Llegaba [al estudio] por la mañana, bebía unas cervezas y bajaba todas sus cosas a las cuatro de la tarde!».

## Composición

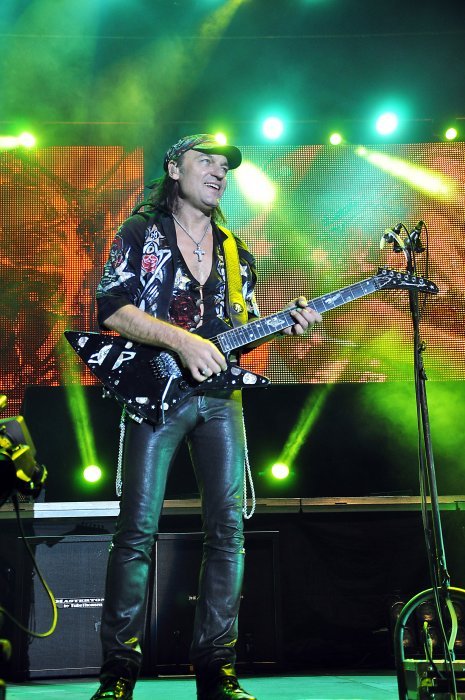
Lovedrive fue el primer disco del guitarrista Matthias Jabs con la banda

Desde un punto de vista retrospectivo, Jabs comentó que con Lovedrive la banda finalmente encontró su «sonido característico», ya que tras la salida de Roth, Schenker y Meine asumieron el proceso creativo. Schenker compuso todas las canciones, aunque seis de ellas las coescribió con el vocalista Klaus Meine, mientras que el batería Herman Rarebell tuvo créditos como coautor en los temas «Loving You Sunday Morning», «Another Piece of Meat» e «Is There Anybody There?». Todas las pistas las ensayaron en un sótano en Hannover, antes de llevar las cintas al estudio de Dierks. El álbum abre con «Loving You Sunday Morning», cuya letra la escribieron Meine y Rarebell, después de que Schenker llegase con la música. Como querían entrar en el mercado estadounidense, Dierks sugirió «americanizar» el sonido, basándose en el estilo de canciones que tenía la industria estadounidense por aquel entonces. Para ello, colocó la voz y los coros en la parte central, haciéndola más accesible a las radios. La canción posee dos solos de guitarra, uno interpretado por Jabs y el otro por Michael, aunque el baterista no recuerda quién tocó cuál. El crítico Martin Popoff lo consideró como un tema proto-glam metal, debido a que su estructura y letra se vería habitualmente en bandas de ese subgénero años más tarde. Por su parte, Cashbox destacó su «contundente» línea de bajo, la «robusta percusión» y la guitarra solista, porque acentúan la «abrasadora voz principal». En el análisis, realizado el 8 de septiembre de 1979, la revista señaló que mostraba todos los signos exitosos del heavy metal y «se siente bien para [las radios] AOR».
Escrita por Rarebell en Japón en tan solo diez minutos, «Another Piece of Meat» está basada en una relación que tuvo con una japonesa practicante de kick boxing. Él se inspiró cuando vio la sangre de los combatientes en una de las peleas y ella le dijo «Oh, vamos, es solo un pedazo de carne». Por ello creó el riff en un piano, pensando que «debía ser pesado, sucio y roquero». Después le presentó el riff a Schenker para que lo transcribiera en la guitarra y, a partir de entonces, la terminaron de escribir. La revista Billboard sugiere que su letra es «molestamente juvenil». «Always Somewhere» es la primera de las dos power ballads del álbum escrita por la dupla Schenker-Meine, que relata la historia de un hombre que extraña a su mujer; en cierto modo, un reflejo de los músicos de rock cuando están lejos de la casa durante las giras de concierto. Meine la escribió básicamente para su esposa Gabi, según Rarebell. En esta ocasión, el solo de guitarra es interpretado por Rudolf Schenker. «Coast to Coast» es un tema instrumental que posee un «pesado groove» según Schenker, la que escribió para ser tocada en las presentaciones en vivo y darle un descanso a la voz de Meine. Sin embargo, Rarebell comentó que las melodías las compuso Michael. «Can't Get Enough» es una canción de heavy metal, casi punk, en donde destacan Rarebell y Meine, este último da «una de sus mejores performances vocales de su carrera» de acuerdo con Popoff. A pesar de que en ocasiones confunden su letra, Rarebell relató que no hace referencia a nada sexual, sino más bien trata sobre el final de los conciertos, en que ya no pueden más, a pesar de querer continuar.
«Is There Anybody There?» posee un ritmo reggae mezclado con power chords, cuya letra trata sobre el amor y la soledad. Para su creación, Rarebell se inspiró en Eagles, ya que era fanático de la banda estadounidense, en especial de su canción «Hotel California», pero pasaron harto tiempo trabajando en ella porque no estaban familiarizados con el reggae. Aunque el baterista pensó que sonaría en las radios, gracias a su «gran melodía» y «ritmo simple», Popoff aseguró que tuvo una escasa difusión radial al menos en los Estados Unidos y Canadá, a pesar de ser publicada como sencillo. «Lovedrive» —que da el título al disco— posee el característico «riff tipo galope» del heavy metal, la que fue trabajada por los dos hermanos Schenker; por ello, Rarebell mencionó que está influenciada por el tema «Lights Out» de UFO, precisamente coescrita por Michael. Su estribillo no tiene sentido, pues la palabra lovedrive no existe en el vocabulario inglés. Sabiendo eso, Buchholz aseveró que mantuvieron el nombre solo porque a uno de sus promotores de gira le gustó el apelativo. Popoff destacó las «impresionantes guitarras» y consideró a su riff como proto-power metal. El álbum termina con la power ballad «Holiday», que está interpretada mayoritariamente con guitarras acústicas. Esta es otra de las canciones donde Rarebell sugiere que Michael tuvo injerencia en la música, la cual la elaboraron los dos Schenker, mientras que Meine escribió la letra. Rudolf mencionó que tenían dudas de como la iba a recibir el público cuando la incluyeron en la gira promocional, pero detalló que «no fue un éxito en las listas musicales, pero lo fue para nuestros fanáticos».

## Lanzamiento y portada
Lovedrive salió a la venta el 25 de febrero de 1979 por los sellos Harvest/EMI para Europa y por Mercury para los Estados Unidos. La portada original la creó el diseñador gráfico británico Storm Thorgerson de la firma Hipgnosis. Él llegó a trabajar con la banda por intermedio de Rarebell, a quien conoció cuando residía en el Reino Unido. Con la sugerencia de que hiciera una «loca portada», el artista creó alrededor de diez carátulas que llevó personalmente a Colonia para que los músicos escogieran. En la seleccionada, aparecía un hombre y una mujer vestidos con ropa formal sentados en la parte trasera de una limusina, con una vaga semejanza a los personajes de ficción Lucy y Ricky Ricardo de la comedia de televisión estadounidense de los años 1950, Yo Amo a Lucy. Por cierto, la limusina le pertenecía a Elton John, con quien Thorgerson había trabajado anteriormente.
La imagen fue censurada en varios países por considerarla sexista, porque la mano del hombre estaba conectada a uno de los senos desnudos de la mujer por medio de un chicle estirado. La fotografía la tomaron en un subterráneo y, para sujetar el chicle al seno, usaron un cable amarrado al pezón; más tarde, cubrieron el artilugio con aerógrafo. Por cierto, en la contraportada de la edición alemana, ambos pechos estaban al descubierto. Sobre su significado, Storm mencionó: «Siempre me imaginé que el vehículo estaba en camino a la ópera y él tiene este fetiche con la goma de mascar y ella lo deja hacerlo porque no le importa una mierda. Pero creo también que es un poco tonto. Me gusta bastante, sí». En 2012, volvió a comentar que: «No es exactamente la escena políticamente más correcta que hayas visto. Pensé que era divertido, pero las mujeres leen una inflexión diferente ahora».
Uno de los países que la censuró fue los Estados Unidos, porque las tiendas distribuidoras no la querían en sus estantes. Para la semana del 25 de agosto de 1979, Billboard informó que el sello ya estaba diseñando otra carátula. Al final, Mercury la cambió por una imagen de un escorpión azul dentro de un fondo negro, que curiosamente llegó a ser muy popular entre sus fanáticos. Debido a la controversia, el álbum ocupó el puesto 12 en la lista de las 15 peores portadas de todos los tiempos realizada por la revista en línea Cracked. Además, figuró en otros conteos como entre las 20 más prohibidas confeccionada por la revista Guitar World; las peores de todos los tiempos hecha por el diario The Guardian; las 20 carátulas de discos que más polémica causaron en la historia de la música por el periódico La Tercera, las 20 más sucias de todos los tiempos por la revista Rolling Stone y en las 17 portadas alteradas realizada por el sitio web Ultimate Classic Rock. Por su parte, la estación radial británica Planet Rock la incluyó en su lista de las grandes portadas de álbumes de todos los tiempos, mientras que la revista Playboy la escogió como la mejor del año. En 2021, Sam Young, de la revista Kerrang!, la incluyó en la lista de las 50 peores portadas de la historia, afirmando que «captura a la perfección la delgada línea entre el erotismo y la incomodidad de un puñado de chicles masticados».

## Promoción

### Sencillos

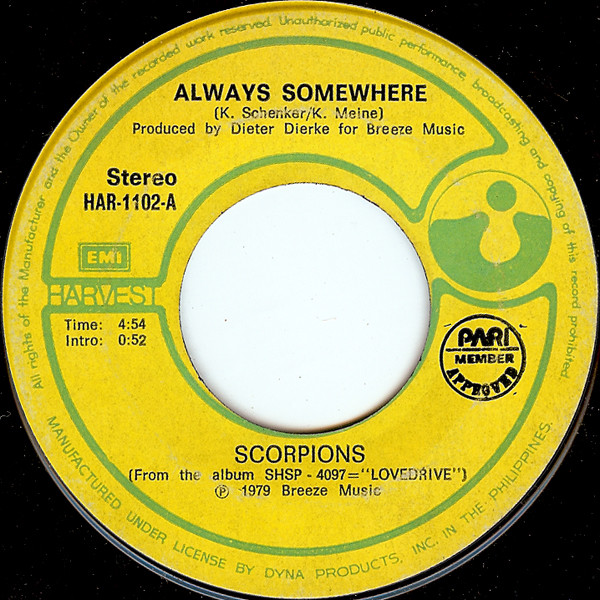
Harvest Records lanzó a «Always Somewhere» como sencillo exclusivamente en Filipinas

En 1979 se publicaron tres sencillos para promocionar el álbum: «Is There Anybody There?», «Lovedrive» y «Another Piece of Meat». De acuerdo con el sitio web de la banda, los tres salieron al mercado el 25 de febrero de 1979. «Is There Anybody There?» alcanzó los puestos 3 y 39 en las listas French Singles Chart de Francia y UK Singles Chart del Reino Unido, respectivamente. Por su parte, «Lovedrive» llegó hasta la casilla 69 en el recuento británico. Solo para los Estados Unidos, Mercury Records publicó como sencillo a «Holiday». En febrero de 1980, logró la posición 131 en la lista de sencillos de la revista Record World. Por su parte, únicamente en Filipinas, Harvest Records publicó a «Always Somewhere» como sencillo, cuyo lado B lo ocupó «Is There Anybody There?». Cabe señalar que estos últimos sencillos no están reconocidos en la sección discografía del sitio web de la banda.

### Gira de conciertos
La gira promocional Lovedrive Tour comenzó el 30 de enero de 1979 en el recinto Festsaal Messe de Basilea (Suiza). Durante la primera sección por Europa, llevada a cabo entre febrero y mayo, Michael Schenker hizo de guitarrista líder: «Cuando hice el álbum Lovedrive, todos quedaron muy impresionados y realmente me convencieron para unirme a la banda y se deshicieron de Matthias, básicamente». Por su parte, Jabs relató en una entrevista que tomó bien la decisión de la banda, aunque afirmó que en dos oportunidades tuvo que tocar en algunos conciertos debido a que Michael desaparecía sin avisar a nadie. La primera ocurrió a mediados de marzo, porque Michael los dejó botados, mientras que la otra fue en abril. Según la banda, el punto de quiebre aconteció el 4 de abril de 1979 en un concierto en Lyon (Francia), ante 6000 personas. Rarebell relató que estaban a punto de empezar el espectáculo cuando Michael agarró su motocicleta y se marchó a España. Aunque Jabs los tuvo que socorrer una vez más, estaba cansado de cubrir el puesto de Michael, así que les mencionó que para la próxima no lo llamaran. Michael se reunió con la banda días después, pero Rudolf tomó la decisión de despedirlo por su poco compromiso y optaron por contratar a Jabs. Para la gira por el Reino Unido, iniciada el 12 de mayo, Michael ya no estaba en la agrupación. En Londres, cuando se le consultó a Meine por la ausencia del guitarrista, él mencionó simplemente que estaba en enfermo, recuperándose en España. Según Sandra Meister, autora del libro 50 Jahre Scorpions, uno de los factores que llevó a Scorpions a prescindir de Michael fue su incontrolable alcoholismo. La primera sección europea culminó el 20 de mayo en el Hammersmith Odeon de Londres, que de acuerdo a la revista alemana Bravo, era la primera vez que un artista alemán tocaba en ese recinto.
Luego de unas presentaciones en Japón, el 28 de julio la banda inició su primera gira por los Estados Unidos. El debut de Scorpions en ese país ocurrió en el World Series of Rock de Cleveland, festival que contó además con la participación de AC/DC, Thin Lizzy, Journey, Aerosmith y Ted Nugent. Si bien el evento reunió a 65 807 personas, al momento que Scorpions tocó —alrededor de las diez de la mañana— habían alrededor de 30 000. Durante las semanas siguientes, junto con la australiana AC/DC, telonearon los conciertos de Ted Nugent, y compartió escenario con Pat Travers en los espectáculos de Sammy Hagar. De regreso en Europa, el 25 de agosto reemplazó a Thin Lizzy como cabeza de cartel del festival de Reading, que la posicionó como la primera agrupación de Europa continental en liderar el evento británico. Adicionalmente, tocó por primera vez en Austria y fue parte del festival Nürnberg Open Air de Núremberg (Alemania), evento liderado por The Who.
En octubre, la revista Cashbox informó que habría otra serie de presentaciones por los Estados Unidos para noviembre. Iniciada el 2 de noviembre en Fort Worth (Texas), por un poco más de un mes la banda volvió a compartir con Sammy Hagar y Pat Travers, y en la parte final abrió las presentaciones de Aerosmith y Rainbow. Por cierto, todas las agrupaciones a las cuales Scorpions abrió sus conciertos en los Estados Unidos, eran manejados también por la agencia Leber & Krebs. Luego de más de ochenta espectáculos, el tour terminó el 7 de diciembre de 1979 en Providence (Rhode Island).

## Recepción

### Crítica especializada
Lovedrive recibió mayoritariamente reseñas positivas de parte de la crítica especializada, tanto de la época como contemporánea. Billboard comparó el estilo de la banda con el de UFO y Van Halen, llamó «nítida» a la producción y la manera de tocar, y destacó como las mejores canciones a «Is There Anybody There?», «Coast to Coast» y «Holiday». En 1982, la misma publicación lo llamó un álbum destacado de su carrera. Cashbox comentó que con este disco la banda «reafirma la emoción y la energía impulsora que han nutrido y desarrollado hasta convertirse en un producto singularmente único durante casi una década». Greg Houchin, del periódico The Altus Times-Democrat, señaló que sus trabajos anteriores eran buenos, pero ninguno era genial como Lovedrive: «un álbum de hard rock bien hecho, con matices de heavy metal». En general, el disco «posee energía, poder, emoción y volumen, los principales ingredientes de buen rock and roll» y sugirió que la banda merecía más reconocimiento. Harry Doherty de Melody Maker expresó que, a pesar de que llevaban varios años presentándose en las ciudades británicas, por fin un álbum les permitió conseguir el éxito comercial que tanto anhelaban en el Reino Unido. Tony Jasper de Music Week reseñó que, a pesar de no ofrecer nada nuevo en los instrumental como en lo vocal, poseía un buen hard rock comercial con posibilidades de entrar en las listas británicas.
La revista británica Classic Rock le otorgó cuatro estrellas y media de cinco, y mencionó que «Lovedrive encontró a Scorpions escribiendo canciones más cortas y crujientes, con Rudolf Schenker dejando atrás el hendrixismo florido de Uli Jon Roth en favor de riffs precisos que continuarían definiendo el sonido de la banda». Jeff Giles del sitio web Ultimate Classic Rock lo nombró como el disco «que recopila las canciones más eclécticas y consistentemente increíbles de los Scorpions» y «llegó empaquetado en la portada quizás más divertida de la historia del metal». Barry Weber de AllMusic indicó que luego de la salida de Uli Jon Roth la banda modificó drásticamente su estilo, al cual llamó un «cambio bastante bienvenido», porque: «No solo las interpretaciones son más impredecibles, sino que las letras y las melodías están mejor escritas». Will Harris de la revista en línea PopMatters, en su crítica al recopilatorio Bad for Good: The Very Best of Scorpions, destacó a Lovedrive como el primero de sus discos que les dio algún tipo de avance en las listas musicales.
Por su parte, el sitio web IGN lo posicionó en el puesto veinticinco de la lista de los 25 álbumes del metal, en donde se señaló que «marcó un punto de inflexión para el grupo». Eduardo Rivadavia de la página Loudwire lo situó en el tercer lugar de los 10 mejores álbumes de metal y hard rock de 1979, y señaló que llegó en uno de los períodos más difíciles en la carrera de la banda, entre la salida de Uli Jon Roth y la llegada de Matthias Jabs. Además, Rivadavia añadió que: «De alguna manera, esta confusión produjo un registro extraordinariamente ecléctico [...] muy pesado e inconfundible». En su lista de los álbumes de la banda ordenados de peor a mejor desarrollado para el sitio Ultimate Classic Rock, Rivadavia posicionó a Lovedrive en el primer lugar. En un recuento similar, Malcolm Dome de Classic Rock lo ubicó en el tercer puesto y señaló que las canciones eran «más nítidas y cortas», añadieron el «brillo del arena rock» a «Lovedrive», «Another Piece of Meat» y «Can't Get Enough», y «Holiday» aportó el «elemento vital de su arsenal: la gran balada llorona». Por otro lado, el guitarrista Rudolf Schenker lo escogió como el tercer mejor álbum de la banda, mientras que el productor Dieter Dierks lo citó como su creación favorita.

#### Reconocimientos
Con el paso de los años, distintos autores y medios especializados han posicionado a Lovedrive entre los mejores álbumes de hard rock y heavy metal. A continuación una lista de algunas de ellas:
| Autor                       | Año  | Reconocimiento                                       | Puesto | Ref.    |
| --------------------------- | ---- | ---------------------------------------------------- | ------ | ------- |
| Classic Rock y Metal Hammer | 2006 | Los 200 álbumes más grandes de los setenta           | —      | [ 101 ] |
| Fast 'n' Bulbous            | 2015 | Los 1000 mejores álbumes de todos los tiempos        | 922    | [ 101 ] |
| Guitar                      | 1996 | Top 50 álbumes de guitarra                           | —      | [ 101 ] |
| IGN                         | 2007 | 25 álbumes del metal                                 | 25     | [ 95 ]  |
| Loudwire                    | 2019 | 10 mejores álbumes de metal y hard rock de 1979      | 3      | [ 96 ]  |
| Martin Popoff               | 2004 | Los 500 álbumes del heavy metal de todos los tiempos | 140    | [ 34 ]  |
| Musikexpress                | 2001 | Los 100 mejores álbumes alemanes                     | 37     | [ 101 ] |
| Rock Hard                   | 2011 | Top 300 álbumes                                      | 49     | [ 102 ] |

### Comercial
Lovedrive marcó un gran avance comercial para la banda. En Alemania, el 5 de marzo de 1979 debutó en el puesto 48 en el Media Control Charts y para el 26 de marzo logró como máxima posición la casilla 11. En su primera semana vendió 70 000 copias, cifra que para la cuarta aumentó a 100 000. Para octubre de 1979, la venta de Lovedrive en ese país llegaba a 179 000 copias. En 1984, la Bundesverband Musikindustrie (BMVI) lo certificó de disco de oro en representación a 250 000 unidades comercializadas. En Francia, obtuvo el puesto 10 en el recuento nacional y en 1981 la Syndicat National de l'Édition Phonographique (SNEP) le entregó un disco de oro, mientras que en 1983 logró un doble oro por superar las 200 000 copias vendidas. Adicionalmente, hasta 2018 se estimó que Lovedrive había comercializado 280 800 copias en ese país, sin contar streaming. En el Reino Unido, debutó en el puesto 61 en la lista UK Albums Chart y para la semana del 2 de junio llegó a la casilla 36. Este hecho posicionó a Lovedrive como el primer disco de Scorpions en ingresar en ese conteo británico. Por su parte, en Suecia logró el puesto 32 en el Sverigetopplistan. Hasta el 29 de diciembre de 1979, se vendieron más de 300 000 copias en Europa, con Alemania acaparando 200 000 ejemplares. Años más tarde, la organización World Wide Europe Awards (WWA) les entregó un disco de oro en representación a 500 000 copias vendidas solo en Europa.
En Japón, logró el puesto 70 en la lista elaborada por Oricon. En los Estados Unidos, el 14 de julio de 1979 debutó en el Top 200 Albums de la revista Cashbox en la casilla 194 y para la semana del 6 de octubre consiguió la 60 como máxima posición. Por su parte, el 28 de julio de 1979 también ingresó en el Billboard 200 en la posición 173. El 29 de septiembre logró el puesto 55 y permaneció en la lista por veintitrés semanas en total. Asimismo, en el recuento desarrollado por Record World, Lovedrive obtuvo la posición 71 en la semana del 20 de octubre de 1979. De acuerdo con esa publicación, Scorpions fue la banda de rock de Europa continental que logró la mejor posición en su lista en ese año. Cabe señalar también que Lovedrive fue el primer trabajo de la banda, en orden cronológico, en superar el cuarto de millón de copias vendidas en los Estados Unidos. El 28 de mayo de 1986, el organismo Recording Industry Association of America (RIAA) lo certificó con disco de oro por vender más de 500 000 copias en ese país. Jim Sampson de Record World informó que para junio de 1979 Scorpions era la banda alemana de rock más vendida a nivel mundial. En octubre del mismo año, el gerente director Friedrich E. Wottawa de EMI Records afirmó que Scorpions era el «más grande éxito» alemán para la compañía.

## Edición del 50.º aniversario
Por motivos de la celebración del 50.º aniversario de la banda, el 6 de noviembre de 2015 se relanzó con el título de Lovedrive 50th Anniversary. Esta reedición contó con las maquetas nunca lanzadas de «Cause I Love You» y «Holiday» como pistas adicionales. Además, se incluyó un DVD denominado Live in Japan 1979 que se compone de ocho canciones en vivo grabadas en Japón durante la gira promocional y un documental sobre la historia del álbum que posee entrevistas con Klaus Meine, Rudolf Schenker, Matthias Jabs y Herman Rarebell.

## Lista de canciones
| N.º | Título                      | Escritor(es)              | Duración |  |
| 1.  | «Loving You Sunday Morning» | Schenker, Meine, Rarebell | 5:42     |  |
| 2.  | «Another Piece of Meat»     | Schenker, Rarebell        | 3:32     |  |
| 3.  | «Always Somewhere»          | Schenker, Meine           | 5:03     |  |
| 4.  | «Coast to Coast»            | Schenker                  | 4:45     |  |
| 5.  | «Can't Get Enough»          | Schenker, Meine           | 2:40     |  |
| 6.  | «Is There Anybody There?»   | Schenker, Meine, Rarebell | 4:17     |  |
| 7.  | «Lovedrive»                 | Schenker, Meine           | 4:51     |  |
| 8.  | «Holiday»                   | Schenker, Meine           | 6:35     |  |

| Pistas adicionales en la versión 50th Anniversary |                                      |                 |          |  |
| N.º                                               | Título                               | Escritor(es)    | Duración |  |
| 9.                                                | «Cause I Love You» (versión maqueta) | Schenker, Meine | 4:31     |  |
| 10.                                               | «Holiday» (versión maqueta)          | Schenker, Meine | 9:34     |  |

| DVD - Edición 50th Anniversary |                                       |                                         |          |  |
| N.º                            | Título                                | Escritor(es)                            | Duración |  |
| 1.                             | «Intro» (en vivo)                     |                                         | 0:50     |  |
| 2.                             | «We'll Burn the Sky» (en vivo)        | Schenker, Monika Dannemann              | 7:27     |  |
| 3.                             | «Lovedrive» (en vivo)                 | Schenker, Meine                         | 4:48     |  |
| 4.                             | «Life's Like a River» (en vivo)       | Schenker, Uli Jon Roth, Corina Fortmann | 4:04     |  |
| 5.                             | «Fly to the Rainbow» (en vivo)        | Michael Schenker, Roth                  | 2:28     |  |
| 6.                             | «Is There Anybody There?» (en vivo)   | Schenker, Meine, Rarebell               | 4:07     |  |
| 7.                             | «Another Piece of Meat» (en vivo)     | Schenker, Rarebell                      | 3:15     |  |
| 8.                             | «Can't Get Enough» (en vivo)          | Schenker, Meine                         | 6:23     |  |
| 10.                            | «The Story of Lovedrive» (documental) |                                         | 46:57    |  |

## Posicionamiento en listas musicales
| País           | Lista (1979)                 | Posición |
| -------------- | ---------------------------- | -------- |
| Alemania       | Media Control Charts         | 11       |
| Estados Unidos | Billboard 200                | 55       |
| Estados Unidos | Cashbox Top 100 Albums       | 60       |
| Estados Unidos | Record World Albums Chart    | 71       |
| Francia        | French Albums Chart          | 10       |
| Japón          | Japan Albums Chart           | 70       |
| Reino Unido    | Record Business Albums Chart | 27       |
| Reino Unido    | UK Albums Chart              | 36       |
| Suecia         | Sverigetopplistan            | 32       |
| País           | Lista (2015)                 | Posición |
| Alemania       | Media Control Charts         | 59       |
| Bélgica        | Ultratop                     | 124      |
| Francia        | French Albums Chart          | 194      |
| Japón          | Japan Albums Chart           | 61       |

| País    | Lista (1979)        | Posición |
| ------- | ------------------- | -------- |
| Francia | French Albums Chart | 22       |

## Certificaciones
| País/Región              | Organismo certificador         | Certificación | Ventas certificadas | Ref.    |
| ------------------------ | ------------------------------ | ------------- | ------------------- | ------- |
| Alemania                 | BVMI                           | Oro           | 250 000             | [ 107 ] |
| Estados Unidos           | RIAA                           | Oro           | 500 000             | [ 123 ] |
| Francia                  | SNEP                           | Doble Oro     | 200 000             | [ 109 ] |
| Certificaciones globales |                                |               |                     |         |
| Europa                   | World Wide Europe Awards (WWA) | Oro           | 500 000             | [ 114 ] |

## Créditos
| - Klaus Meine: voz - Rudolf Schenker: guitarra rítmica, guitarra líder y coros - Michael Schenker: guitarra líder - Matthias Jabs: guitarra líder, guitarra rítmica y coros - Francis Buchholz: bajo y coros - Herman Rarebell: batería y coros | - Dieter Dierks: producción e ingeniería - Hipgnosis: fotografía, diseño y concepto de portada - Steve Fallone: masterización |

Fuente: Contraportada de Lovedrive